# Canyons of the Ancients National Monument

Le Canyons of the Ancients National Monument est un monument national américain situé au sud-ouest de l’État du Colorado. Créé par décret présidentiel le 9 juin 2000, il englobe une surface de 663 km2 tout en entourant trois des quatre sections du monument Hovenweep National Monument qui est administré par le National Park Service. La préservation du site a permis une meilleure protection des richesses archéologiques locales. En 2005, 6 000 sites d’intérêts archéologiques avaient ainsi été découverts dans le monument.

## Histoire

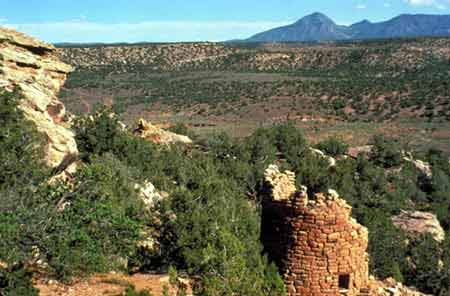
Vestiges d’une tour de garde.

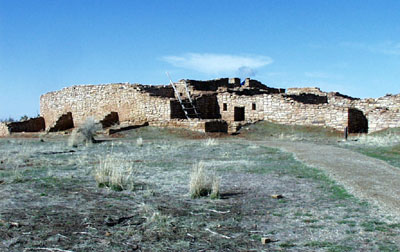
Vestiges

Des Amérindiens vivaient déjà dans la région il y a 10 000 ans. Des pointes d’armes de chasseurs y ont ainsi été retrouvées. Les chasseurs étaient nomades avant de se sédentariser aux environs de 1500 av. J.-C.. Plus tard, les Anasazis s’installèrent dans la région vers 750 av. J.-C.. Les Anazis étaient un peuple de fermiers sédentaires qui ont construit des maisons, des villages et des cités dans la région. Vers 1300 de notre ère, ce peuple disparut pour des raisons indéterminées. On suppose que la disparition pourrait provenir de guerres ou d’insuffisances de ressources pour y survivre. La plupart des vestiges toujours existants dans le monument national datent de l’époque des Anazis. Les amérindiens Utes et Navahos qui arrivèrent plus tard dans la région furent découverts par les explorateurs espagnols après 1700. Les premiers explorateurs anglophones arrivèrent après 1830. Les colons européens s’installèrent dans la région dès la fin du XIXe siècle en y construisant des villes.

## Vestiges

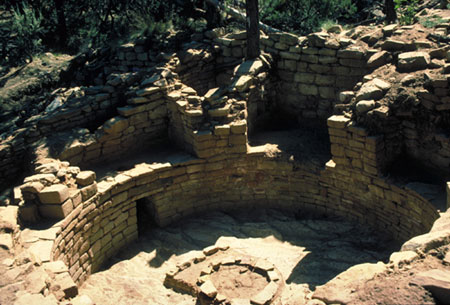
Ruines Kiva

Au moins 6 000 édifices différents ont été identifies dans le parc. La densité de découvertes archéologiques est la plus élevée de tous les États-Unis. Les constructions devenaient de plus en plus évoluées au cours du temps et la taille de celles-ci est devenu de plus en plus importante. Le plus grand village comportait 420 pièces, 90 kivas de petites tailles, une kiva de grande taille et même une place. On y retrouve également des réservoirs en pierres pour y stocker l’eau avec des systèmes de barrages et d’irrigation. Des pétroglyphes sont également visibles.

## Danger de destructions

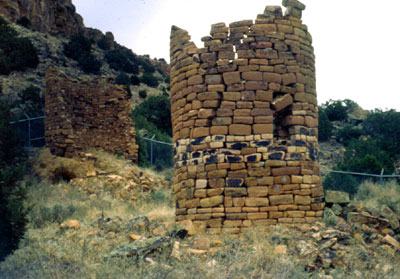
Tours de garde

Une grande partie du monument est en leasing par des sociétés de prospection de pétrole et de gaz. Ces prospections s’intensifièrent au début du XXIe siècle en augmentant le risque de dangers sur les sites archéologiques. Les véhicules de prospection de petites et de grandes tailles risquaient en effet de détruire un patrimoine riche. Le vandalisme et la recherche de trésors ont également un aspect non négligeable dans la disparition des richesses archéologiques. De nombreuses pièces ont ainsi été volées et résident depuis dans des collections privées.

## Faune et flore

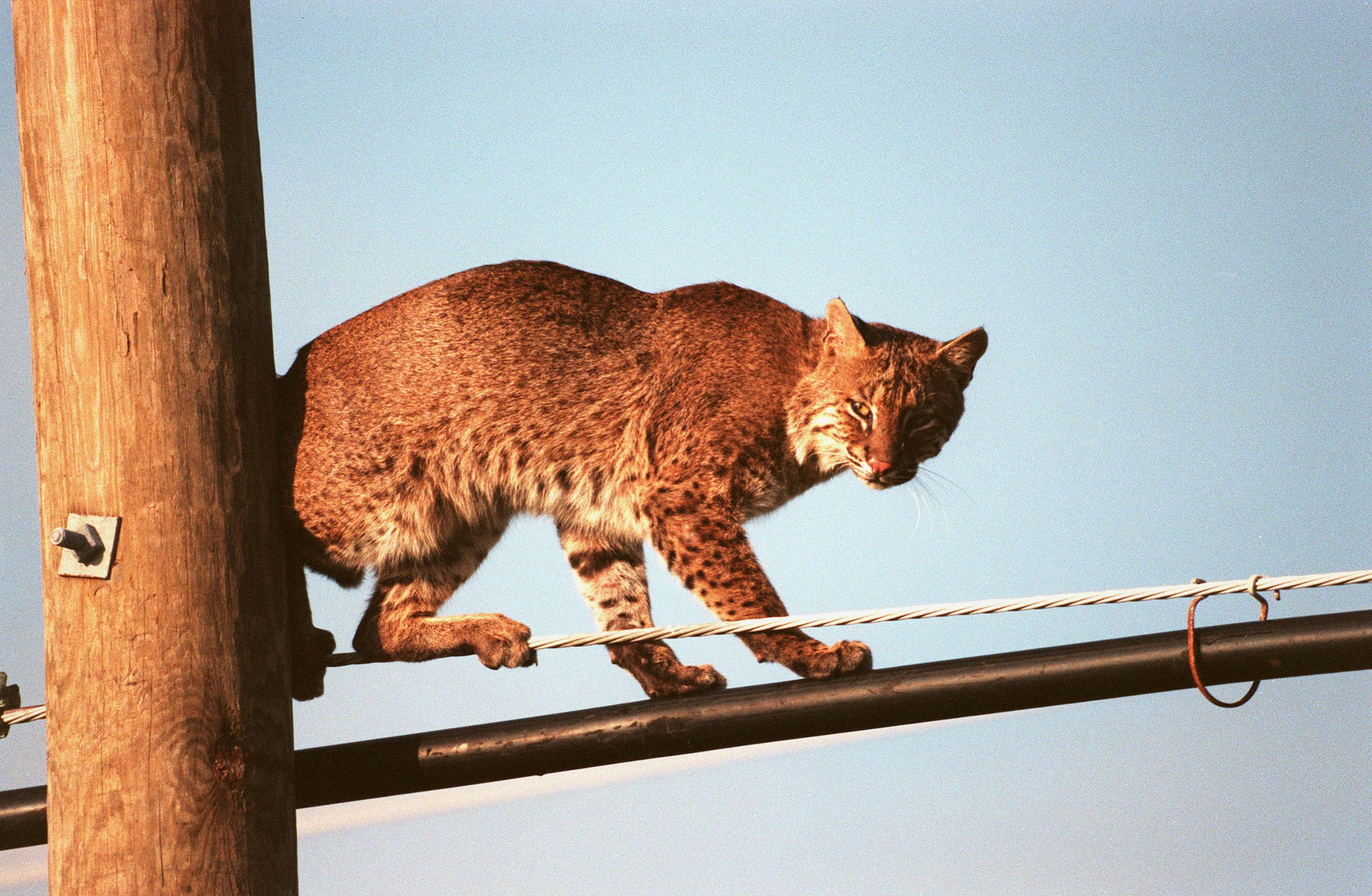
Bobcat

La faune et la flore sont également menacées par la construction croissante de routes et de bâtiments pour le compte des sociétés pétrolières. On y retrouve des espèces communes dans les déserts comme des serpents et des lézards. Les oiseaux présents sont le faucon pèlerin, l'aigle royal, le crécerelle d'Amérique et la buse à queue rousse. Les mammifères sont représentés par le cerf hémione, le renard et le Bobcat.